# Carlo Faiani
Carlo Faiani (Osimo, 1818 – Ancona, 13 giugno 1846) è stato un insegnante italiano.

## Biografia

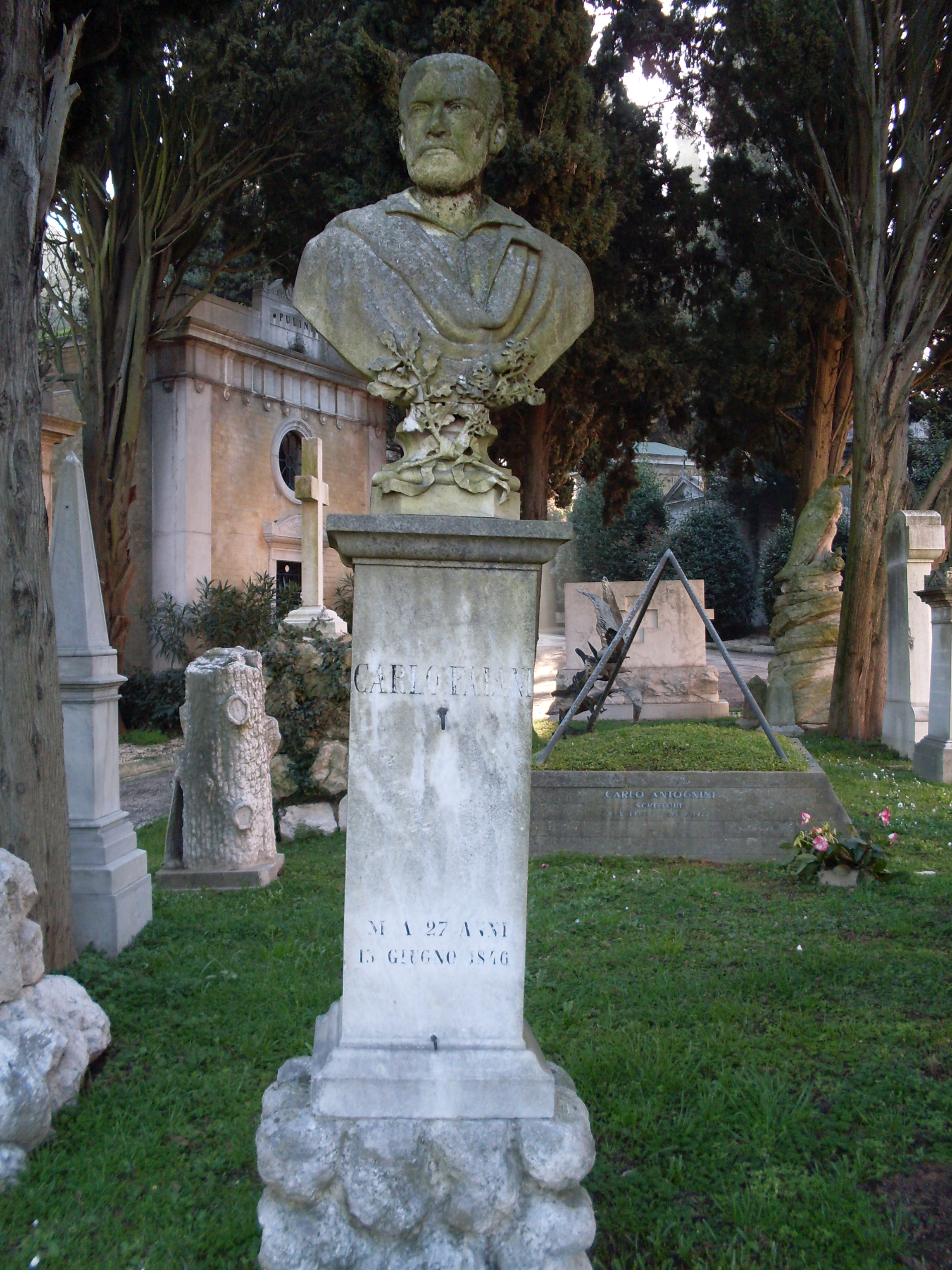
La tomba di Carlo Faiani al Cimitero di Tavernelle (Ancona)

Giovane intelligente, idealista, generoso e animato da spirito patriottico, dopo un lungo viaggio di studio all'estero sui sistemi educativi e assistenziali, Faiani tornò ad Ancona convinto che per raggiungere la libertà non erano sufficienti i complotti e le rivolte, ma soprattutto l'istruzione e per questo motivo iniziò la sua opera educatrice, insegnando a leggere e scrivere a centinaia di bambini e ragazzi che inizialmente raccoglieva di sera nelle case dei suoi amici idealisti e progressisti.
Purtroppo la salute malferma ne causò la morte prematura, ma la sua opera fu presto imitata e contribuì alla emancipazione di non pochi giovani, che fino ad allora avevano ben poche possibilità di istruirsi.
A suo nome la città di Ancona ha intitolato una scuola.
La tomba di Faiani è la prima che si incontra varcando l'ingresso principale del cimitero di Tavernelle di Ancona, assieme alle tombe di altri personaggi risorgimentali, tra i quali Antonio Elia, fucilato dagli austriaci nel 1849 e padre di Augusto Elia, che salvò la vita a Garibaldi durante la battaglia di Calatafimi.